# 廖仲恺先生纪念碑
廖仲恺先生之碑，位于中国广东省惠州市仲恺高新区陈江街道幸福村委陶前村，为广东省文物保护单位，类型为近现代重要史迹及代表性建筑，公布时间为2022年7月23日。

## 历史
1925年，廖仲恺遇刺身亡。1935年，迁葬于南京中山陵侧。同年，国民政府在其故乡惠州陈江幸福村建造衣冠冢和纪念碑。